# Macrocheilus
Macrocheilus Hope, 1838 è un genere di coleotteri della famiglia Carabidae; è il genere più numeroso della sottofamiglia Anthiinae.

## Tassonomia
Comprende le seguenti specie:
- Macrocheilus allardi Basilewsky, 1957
- Macrocheilus alluaudi Burgeon, 1937
- Macrocheilus angustatus Basilewsky, 1949
- Macrocheilus asteriscus (White, 1844)
- Macrocheilus basilewskyi A.Serrano, 2000
- Macrocheilus bensoni Hope, 1838
- Macrocheilus bicolor Andrewes, 1920
- Macrocheilus biguttatus Gory, 1832
- Macrocheilus bimaculatus (Dejean, 1831)
- Macrocheilus binotatus Andrewes, 1931
- Macrocheilus biplagiatus (Boheman, 1848)
- Macrocheilus burgeoni Basilewsky, 1967
- Macrocheilus chaudoiri Andrewes, 1919
- Macrocheilus cheni Zhao & Tian, 2010
- Macrocheilus clasispilus Basilewsky, 1967
- Macrocheilus crampeli Alluaud, 1916
- Macrocheilus cribrarius Fairmaire, 1901
- Macrocheilus cruciatus (Marc, 1840)
- Macrocheilus deuvie Zhao & Tian, 2012
- Macrocheilus diplospilus Basilewsky, 1967
- Macrocheilus dorsalis Klug, 1834
- Macrocheilus dorsiger (Chaudoir, 1876)
- Macrocheilus elegantulus Burgeon, 1937
- Macrocheilus ferruginipes Fairmaire, 1892
- Macrocheilus fuscipennis Zhao & Tian, 2010
- Macrocheilus gigas Zhao & Tian, 2010
- Macrocheilus hybridus Peringuey, 1896
- Macrocheilus immanis Andrewes, 1920
- Macrocheilus impictus (Wiedemann, 1823)
- Macrocheilus labrosus (Dejean, 1831)
- Macrocheilus lindemannae Jedlicka, 1963
- Macrocheilus longicollis Peringuey, 1904
- Macrocheilus macromaculatus Louwerens, 1949
- Macrocheilus madagascariensis Basilewsky, 1953
- Macrocheilus moraisi A.Serrano, 2000
- Macrocheilus niger Andrewes, 1920
- Macrocheilus nigrotibialis Heller, 1900
- Macrocheilus ocellatus Basilewsky, 1953
- Macrocheilus overlaeti Burgeon, 1937
- Macrocheilus parvimaculatus Zhao & Tian, 2010
- Macrocheilus perrieri Fairmaire, 1899
- Macrocheilus persimilis Basilewsky, 1970
- Macrocheilus proximus Peringuey, 1896
- Macrocheilus quadratus Zhao & Tian, 2010
- Macrocheilus quadrinotatus Burgeon, 1937
- Macrocheilus saulcyi Chevrolat, 1854
- Macrocheilus scapularis Reiche, 1843
- Macrocheilus sinuatilabris Zhao & Tian, 2010
- Macrocheilus solidipalpis Zhao & Tian, 2010
- Macrocheilus spectandus Peringuey, 1904
- Macrocheilus taedatus Basilewsky, 1960
- Macrocheilus tripustulatus (Dejean, 1825)
- Macrocheilus vanharteni Felix & Muilwijk, 2007
- Macrocheilus varians Peringuey, 1904
- Macrocheilus viduatus Peringuey, 1899
- Macrocheilus vinctus Basilewsky, 1960
- Macrocheilus vitalisi Aandrewes, 1920